# ロックマンX メガミッション
『ロックマンX メガミッション』（ロックマンエックスメガミッション、ROCKMAN X MEGA MISSION）は、1995年6月中旬にカプコン協力のもとバンダイから発売された、オリジナルのストーリーで展開するロックマンXシリーズのカードダスである。

## シリーズ全体の概要
カードダスのみで展開されたロックマンXシリーズ（以下「本編」）の公式外伝ストーリー。半有機物質「リミテッド」によって、本編に登場した歴代のボスキャラクターがパワーアップして復活する。他にも本編にはないオリジナルのキャラクターや、主人公のエックスたちの、本編とはまた違ったパワーアップ形態も数多く登場する。
続編も作られ、全部で3つのストーリーが展開した。カードのナンバーはストーリーの進行順に従って振られており、続編でも数え直されずに通し番号が振られている。また、第1弾である『メガミッション』にはジャンボカードダスも存在する。
- ロックマンX メガミッション
- ロックマンX メガミッション2
- ロックマンX メガミッション3

『メガミッション』は『ロックマンX3』発売前に企画され、カプコンから提供されたDr.ドップラーのイラストによってリミテッドのアイデアが生まれた。また、お蔵入りになった『メガミッション4』の企画書、カードリスト、デザイン画も存在している。
2018年に3作品の全カードおよびカードダス『ロックマンX』シリーズの一部カードを復活収録した『ロックマンX&ロックマンXメガミッション セレクションボックス』がプレミアムバンダイで商品化された。新たに『メガミッション4』のカードも特別収録という形で当時の企画書をもとに一部が新規制作され、付属する解説書にはストーリー紹介なども掲載されている。その他、玩具シリーズ『GIGA ARMOR』とのコラボカードおよび岩本佳浩による描き下ろしカードも『メガミッション』シリーズ準拠のデザインで収録されている。

### 用語
リミートレプリロイド (REMEET REPLIROID)
リミテッドと融合し、強化・再生されたレプリロイドの総称。名称は、元々の名前の末尾にL（リミテッド）の一語が付加されたものとなっている。

## ストーリー
『ロックマンX2』の戦いからおよそ3ヶ月後、エックスの前に新たな敵が現れる。それは今までにエックスが倒して来たはずのレプリロイドたちだった。彼らと戦ううちに、エックスとゼロは謎の半有機機械生命体「リミテッド」を取り巻く事件に巻き込まれて行く。

## 登場キャラクター

### メインキャラクター
エックス（X）
第17精鋭部隊の隊長を勤めている青いレプリロイド。再会したヘチマールと戦闘した際、取り憑いていたリミテッドに寄生されてしまう。
ゼロ（ZERO）
『ロックマンX2』において奇跡の復活を遂げた特A級の赤いイレギュラーハンター。『ロックマンX3』から第0特殊部隊の隊長を務めている。
レプリロイド再生の謎、そしてエックスに寄生したリミテッドの解明のため、単身調査に乗り出す。

### オリジナルキャラクター

#### マッドサイエンティスト（MAD SCIENTIST）
ドップラー博士（Dr.DOPPLER）
非常に高い知能を持つ科学者のレプリロイド。“進化する細胞”の研究の末にレプリブレイン・リミテッドを生み出し、データ収集のためにリミテッドによって再生したリミートレプリロイドたちにエックスを襲わせた。HPは不明。
『X3』に先駆けて登場しているが、設定が大きく異なる。なお、本編に先駆け「レプリロイドを作り出すことのできるレプリロイド」という設定が最初に明示されたキャラクターでもある。

#### レプリブレイン（REPLI BRAIN）
リミテッド（LIMITED）
機械と融合し、その機械を進化させる能力を持つ、半有機物質。資料によって「反有機物質」もしくは「半有機生命体」という表記もある。

#### レプリギガント（REPLI GIGANT）
マザーリミテッド（MOTHER LIMITED）
リミテッドを作り出す機能を持つ機械生命体。自らの体をレプリギガント形態（巨大な人型）へと変えてエックスに戦いを挑む。HPは計測不能。

#### インセプトチェイサー（INCEPT CHASER）
インセプトチェイサーとはドップラー博士が独自に開発した、特殊任務に就くレプリロイドの通称である。カーチスとシュミットの2名から構成され、リミテッドの追跡・その進化の観察を主任務としていることから仲間からこう呼ばれている。
カーチス（CURTISS）
ドップラー博士に生み出されたレプリロイドであり、ドップラーの命によりリミテッド、及びリミテッドに寄生されたレプリロイドの追跡と観察を任務とする「インセプトチェイサー」の一員。戦闘時以外は大きなマントにその姿を隠している。
腰に装備した巨大なブーメランを主武装とするが、その大型のボディ自体が持つ破壊力も計り知れない。しかしそのパワーの一方で知能はそれほど高くなく、また自身がピンチに陥ると簡単に仲間の情報を売ろうとする。HPは2000。
シュミット（SCHMITT）
カーチスと同じインセプトチェイサーの一員であり、ドップラーの手による最新型のレプリロイドにして側近。カーチスと同じく普段はマントに身を包んでいる。
スピード型のレプリロイドであり、両手から発するエネルギーを利用した手刀によって戦闘を行う。必要とあらば同胞たるカーチスの破壊をも厭わない。HPは1800。

#### リミートレプリロイド（REMEET REPLIROID）
イクス（X）
数々の戦闘によりエックスのデータを吸収したリミテッドが意志を持ち、シュミットのボディを素体として吸収することでレプリロイドとしての形を成した、ドップラー最強の戦士。エックスの分身とも言える存在で、容姿もエックスに酷似している。エックスを解析しつくして生まれたそのイクスバスターは、全ての再生レプリロイドの技をも使いこなす。
イクスとはアルファベットのエックスの別称であり、アルファベット表記はエックスと同一。凶悪そうな外見ながら、一人称は「私」である。HPは1800+α
斜体は異名。過去にエックスたちによって撃破されたボスキャラクターの再生体。
緑林の小悪魔 ワイヤー・ヘチマール・L（W HETIMARL L）
『ロックマンX2』においてエックスに倒されたワイヤー・ヘチマールにリミテッドが融合し復活した姿。メインカラーが緑色よりピンクに変更され、攻撃に使用するワイヤーが4本に増やされている。
ドップラー第一の刺客でありエックスが初めて邂逅したリミートレプリロイド。エックスの強さに恐怖し暴走したリミテッドは自分が生き残るためにエックスを取り込もうと、ヘチマールの身体を捨ててしまう。HPは840+α。
時空の斬鉄鬼 ブーメル・クワンガー・L（B KUWANGER L）
『ロックマンX1』においてエックスに倒されたブーメル・クワンガーにリミテッドが融合し復活した姿。メインカラーが赤色よりアッシュグリーンに変更され、頭部の他両腕にもブーメランカッターが装備されている。
瞬間移動とブーメランカッターを駆使した攪乱戦法でエックスを翻弄する。HPは880+α。
灼熱のオイルタンク バーニン・ナウマンダー・L（B NOUMANDER L）
『ロックマンX1』においてエックスに倒されたバーニン・ナウマンダーにリミテッドが融合し復活した姿。メインカラーが赤色から黒色に変更されており、大きな二本の牙が追加されている。
戦闘では自重を活かしたプレス攻撃や体内の重油を使った強化ファイヤーブレスを使用し、自爆機構も備えている。エックスに過去に倒された記憶がデータとして残っていた。戦いの中、エックスとの自爆を謀るが、カーチスの放ったブーメランによって機能を停止させられた。HPは940+α。
深海の切り裂き魔 バブリー・クラブロス・L（B CRABLOS L）
『ロックマンX2』においてエックスに倒されたバブリー・クラブロスにリミテッドが融合し復活した姿。メインカラーが赤色からマリンブルーに変更されており、両肩のハサミが更に大型化されている。
金への執着は再生してもなお健在である。HPは960+α。
ヒートナックルチャンピオン フレイム・スタッガー・L（F STAGGER L）
『ロックマンX2』においてエックスに倒されたフレイム・スタッガーにリミテッドが融合し復活した姿。メインカラーが青色から黒色に変更されており、纏う炎が最初から青白い物になっている。エックスに倒されたレプリロイドたちの戦闘データをインプットされたリミテッドが融合しているため、凄まじいほどの戦闘能力を誇る。
ドップラーが拠点としている廃工場を守っており、パワーアップした炎でエックスを攻撃する。HPは880+α。
幽林の妖撃手 スティング・カメリーオ・L（S CHAMELEAO L）
『ロックマンX1』においてエックスに倒されたスティング・カメリーオにリミテッドが融合し復活した姿。メインカラーが緑色から青色に変更されており、頭部の角が3本に増やされている。
狡賢さと高い攻撃力、周囲の風景に溶け込み透明化する能力は健在で、廃工場に侵入したゼロに襲いかかる。HPは900+α。
天空の貴公子 ストーム・イーグリード・L（S EAGLEED L）
『ロックマンX1』においてエックスに倒されたストーム・イーグリードにリミテッドが融合し復活した姿。メインカラーが紫色から赤色に変更されており、バスターの銃口部が5つに増やされている。
廃工場内でエックスと対峙し、5つの銃口から放たれる絶大な威力のストームトルネードと空中攻撃でエックスを葬ろうとする。HPは920+α。
凶牙の重戦車 ホイール・アリゲイツ・L（W ALLIGATES L）
『ロックマンX2』においてエックスに倒されたホイール・アリゲイツにリミテッドが融合し復活した姿。メインカラーが緑色より茶色に変更され、四肢に鋭い爪を、全身に大量のエッジを追加されている。また、上下の牙の間には放電のようなものも走っている。
以前にも増して破壊を楽しむその様は悪鬼とも称される。廃工場を守る最後のリミートレプリロイドであり、更に強力になった噛み付き攻撃やドリル体当たりでゼロを破壊しようとする。HPは940+α。

## 使用された特殊武器
本来、1作品が完結する毎に消失しているエックスの特殊武器だが、本作品ではバスターに付着したリミテッドが過去のデータを読み取り、エックスがかつて取得した特殊武器を再現している。
ホーミングトーピード（Homing Torpedo）
ブーメル・クワンガー・Lを打ち倒すために使用。
元々は『ロックマンX1』においてランチャー・オクトパルドを倒して得た特殊武器で、クワンガーの弱点武器だった。
ストームトルネード（Storm Tornado）
バーニン・ナウマンダー・Lを倒すために使用するも避けられる。また、イクスも対エックス戦において使用している。
元々は『ロックマンX1』においてストーム・イーグリードを倒して得た特殊武器で、ナウマンダーの弱点武器だった。
スピンホイール（Spin Wheel）
バブリー・クラブロス・Lを破壊するために使用。
元々は『ロックマンX2』においてホイール・アリゲイツを倒して得た特殊武器で、クラブロスの弱点武器だった。
マグネットマイン（Magnet Mine）
対カーチス戦にて使用。
元々は『ロックマンX2』においてマグネ・ヒャクレッガーを倒して得た特殊武器で、クリスター・マイマインの弱点武器でもある。
ストライクチェーン（Strike Chain）
対カーチス戦にて使用。
元々は『ロックマンX2』においてワイヤー・ヘチマールを倒して得た特殊武器で、アリゲイツの弱点武器でもある。
バブルスプラッシュ（Bubble Splash）
フレイム・スタッガー・Lを倒すために使用。
元々は『ロックマンX2』においてバブリー・クラブロスを倒して得た特殊武器で、スタッガーの弱点武器だった。
カメレオンスティング（Chameleon Sting）
ストーム・イーグリード・Lを撃墜するために使用。
元々は『ロックマンX1』においてスティング・カメリーオを倒して得た特殊武器で、イーグリードの弱点武器だった。
ブーメランカッター（Boomerang Cutter）
対シュミット戦にて使用。
元々は『ロックマンX1』においてブーメル・クワンガーを倒して得た特殊武器で、カメリーオの弱点武器でもある。

## エックスのパワーアップ
本作ではカプセルでライト博士から渡されるパワーアップパーツは存在せず、バスターに付着したリミテッドがエックスの体を浸食して行くことでアーマーの形を成して行く。故にその能力はエックスにとって必ずしも有利に働く物とは限らない。
パーツの区別はなく、リミテッドの浸食の段階によって3つの状態が存在する。
第一段階 - ロックマンX（クリアバスター）
バスターにリミテッドが付着した初期の状態。過去の戦闘データを引き出し、オプションバスターへの変換が可能となって、エックスが装備した経験のある各種特殊武器を再現することができる。この状態ではエックスの体に対する負担は殆ど無い。HPは840+α。
第二段階 - ロックマンX（クリアハイバスター）
リミートレプリロイドやインセプトチェイサーとの戦闘を経て、クリアバスターが更に変化した状態。絶大な攻撃力を誇るが、エックス自身の体力までも攻撃エネルギーに変換してしまう。HPは840+α。
第三段階 - ロックマンX（クリアアーマー）
イクスとの戦いの中、リミテッドの浸食がバスターから全身に及び、アーマー状に胴部と脚部を覆った状態（ヘッドパーツに相当する部分は存在しない）。敵からの攻撃を吸収し、破損部を自動的に修復する能力を持っている。宿主たるエックスのボディを守るための進化だが、反面エックスは自由に動くことができない。HPは計測不能。